# Marthalen
Marthalen (in einheimischer Mundart: Martaale, Maartel ) ist eine politische Gemeinde im Bezirk Andelfingen des Kantons Zürich in der Schweiz. Zum Ortsbild des Dorfes Marthalen gehören viele Riegelhäuser.

## Wappen
Blasonierung:
In Gold eine ausgerissene grüne Eiche mit Blattwerk und Früchten

## Geographie
Marthalen liegt im Zürcher Weinland. Die Gemeinde umfasst auf einer Fläche von 1'416 Hektar die Dörfer Marthalen und Ellikon am Rhein (Mundartname Elike) sowie die Weiler Niedermarthalen und Radhof. Mehr als ein Drittel der Fläche, nämlich 551 Hektar (Stand 2018), sind von Wald bedeckt. Eine hoch entwickelte Landwirtschaft mit vorherrschendem Ackerbau prägt die Gemeinde. Durch das Gebiet fliesst der Mederbach.
Nachbargemeinden sind von Nordwesten aus im Uhrzeigersinn: Rheinau, Benken, Trüllikon, Kleinandelfingen und Flaach im Kanton Zürich, Buchberg und Rüdlingen im Kanton Schaffhausen, sowie Lottstetten im Landkreis Waldshut in Deutschland. Im Südwesten verläuft die Grenze zwischen Deutschland und der Schweiz.

## Bevölkerung
| Jahr      | 1649 | 1771 | 1850 | 1900 | 1950 | 2000 | 2005 | 2010 | 2015 | 2020 | 2022 |
| --------- | ---- | ---- | ---- | ---- | ---- | ---- | ---- | ---- | ---- | ---- | ---- |
| Einwohner | 862  | 1012 | 1401 | 1164 | 1215 | 1763 | 1797 | 1935 | 1950 | 1929 | 1948 |

Rund 2000 Einwohner wohnen in der Gemeinde, davon etwa 100 in Ellikon.
Im Jahr 2010 gehörten 54,7 % der evangelisch-reformierten Konfession an, 11,3 % der römisch-katholischen, 34,03 % waren Mitglieder einer anderen Glaubensgemeinschaft oder konfessionslos.

## Vereine
Marthalen hat einen eigenen Turnverein, einen Fussballclub (Ellikon/Marthalen) und ein Cevi. Daneben gibt es zwei Musikvereine, den Posaunenchor und den Musikverein Helvetia, ferner einen Kirchenchor sowie eine Guggenmusik. Ellikon hat seine Pontoniere.

## Politik
Gemeindepräsident ist Matthias Stutz (SVP, Stand 2023).
Traditionell ist die SVP die stärkste Partei in der Gemeinde. Sie erzielt bei Nationalratswahlen rund 50 % der Wähleranteile.
Bei der Nationalratswahl 2019 erreichten die Parteien folgende Wähleranteile: SVP 49,62 %, Grüne 11,20 %, glp 9,90 %, SP 9,87 %, FDP 7,73 %, BDP 3,92 %, EVP 2,28 %, EDU 2,25 %, CVP 1,99 % und andere (8) 1,23 %.
Die Wähleranteile bei der Nationalratswahl 2023: SVP 47,42 % (−2,21 %), SP 11,00 % (+1,13 %), glp 10,19 % (+0,29 %), Die Mitte 8,49 % (+2,58 %), Grüne 7,55 % (−3,65 %), FDP 5,59 % (−2,14 %), EVP 2,75 % (+0,47 %), EDU 2,33 % (+0,08 %), Aufrecht Zürich 2,12 %, andere (11) 2,54 %.

## Geschichte

Grenzwachtposten bei der Fähre in Ellikon am Rhein, Kompanie III/64, 1914–1918

Marthalen, historisches Luftbild von 1923, aufgenommen aus 400 Metern Höhe von Walter Mittelholzer

Funde zeigen, dass die Gegend wohl bereits in der Stein- und Bronzezeit besiedelt war. Überreste von Töpfen aus einer Grube im Steinacker (Niedermarthalen) konnten der La-Tène-Zeit zugeordnet werden. Im Ortsteil Unterwil wurde im 17. Jahrhundert eine römische Niederlassung gefunden; nördlich von Ellikon am Rhein wurde die Ruine eines römischen Wachtturms entdeckt. Die Römerstrasse von Vitodurum (Oberwinterthur) nach Iuliomagus (Schleitheim) durchzog die Gegend. Gräber im Ortsteil Leeberen sowie der Name von Ellikon (Eleen-inc-hova = «Wohnplatz der Eleninge») bestätigen die alemannische Besiedelung.
Marthalen und Ellikon wurden als Martella und Eleeninchova erstmals 858 im Zusammenhang mit der Übergabe von Besitzungen an den Grossgrundbesitzer Wolvene durch König Ludwig den Deutschen, der diese seinerseits dem Kloster Rheinau vergabte, erwähnt. Ab 1408 gehörte die Vogtei als Rheinauer Lehen Schaffhauser Patriziern. Die Hohen Gerichte wurden von der Landgrafschaft Thurgau und später von der Grafschaft Kyburg ausgeübt. Kyburg musste die Vogtei 1424 an die Stadt Zürich verpfänden und 1452 verkaufen. Im späteren 15. Jahrhundert ist die Abhaltung von «Gemeindeversammlungen» in Marthalen nachgewiesen. 1754 konnte sich Marthalen dank dem Verhandlungsgeschick des Untervogts Hans Jacob Wipf vom Kloster Rheinau freikaufen. 1798 tauschten die Kantone Schaffhausen und Zürich die Dörfer Dörflingen und Ellikon am Rhein.

## Sehenswürdigkeiten

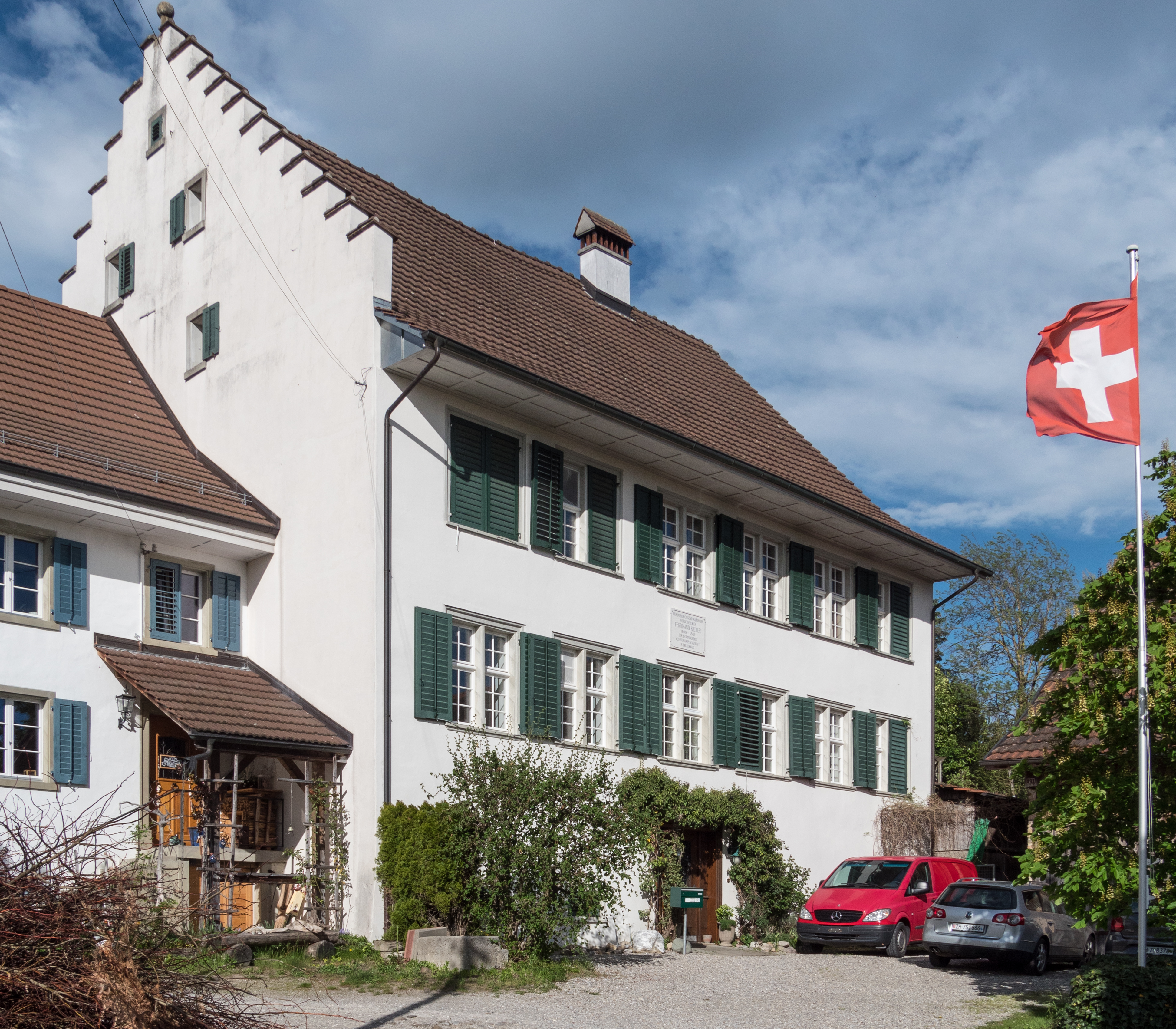
Schloss Marthalen (erbaut um 1440)
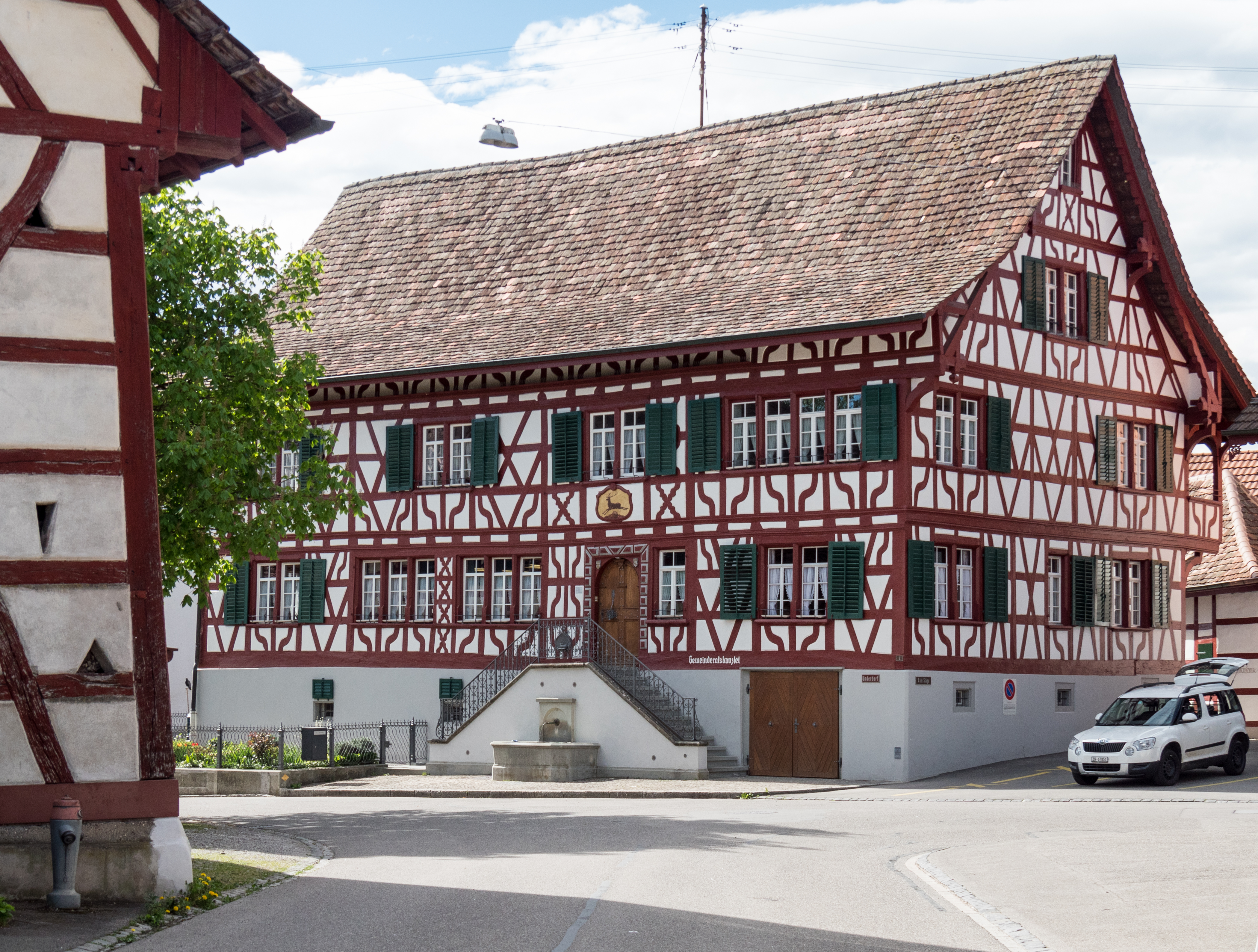
«Unterer Hirschen» (Gemeinderatskanzlei), erbaut 1715
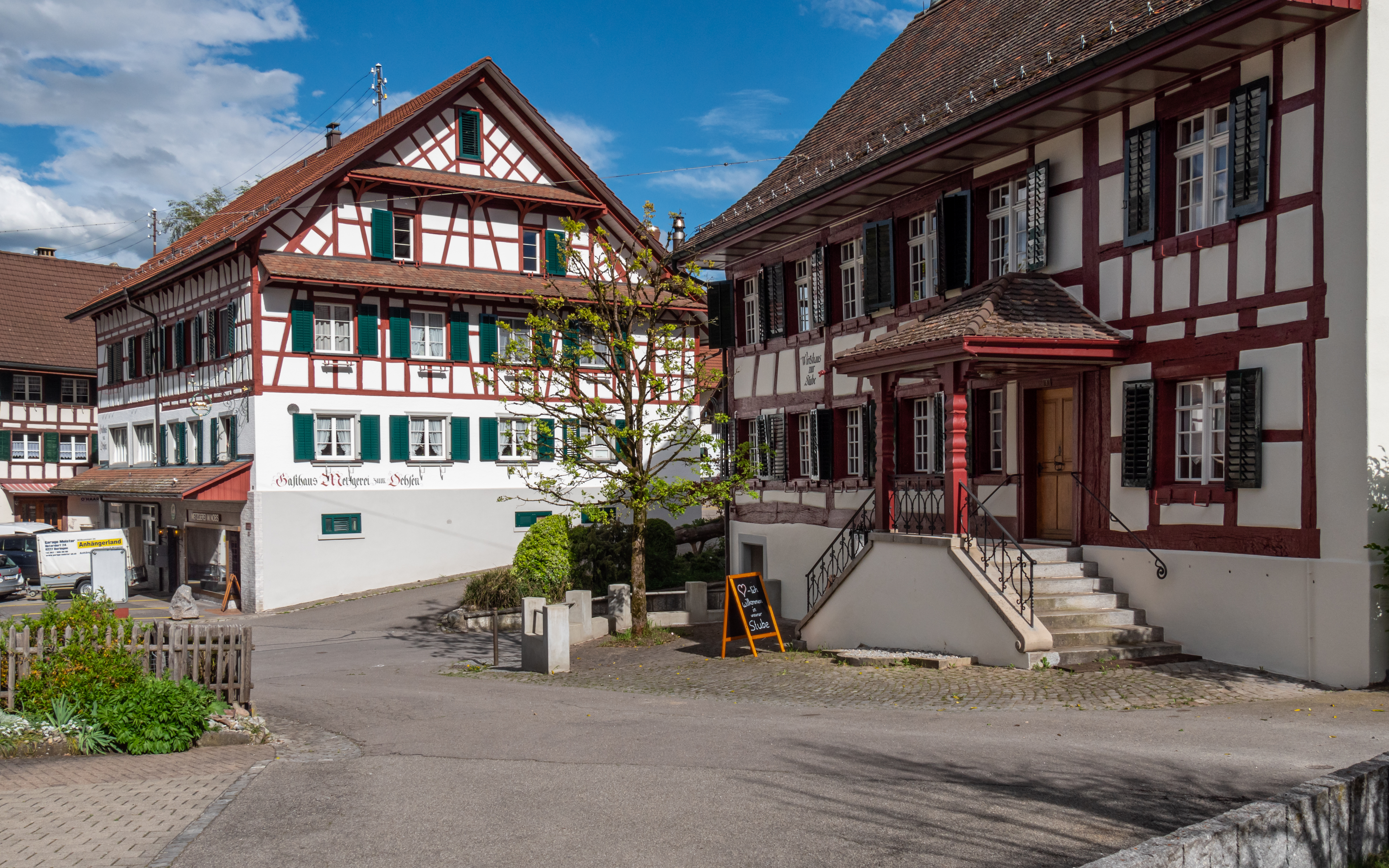
Gasthäuser in Marthalen
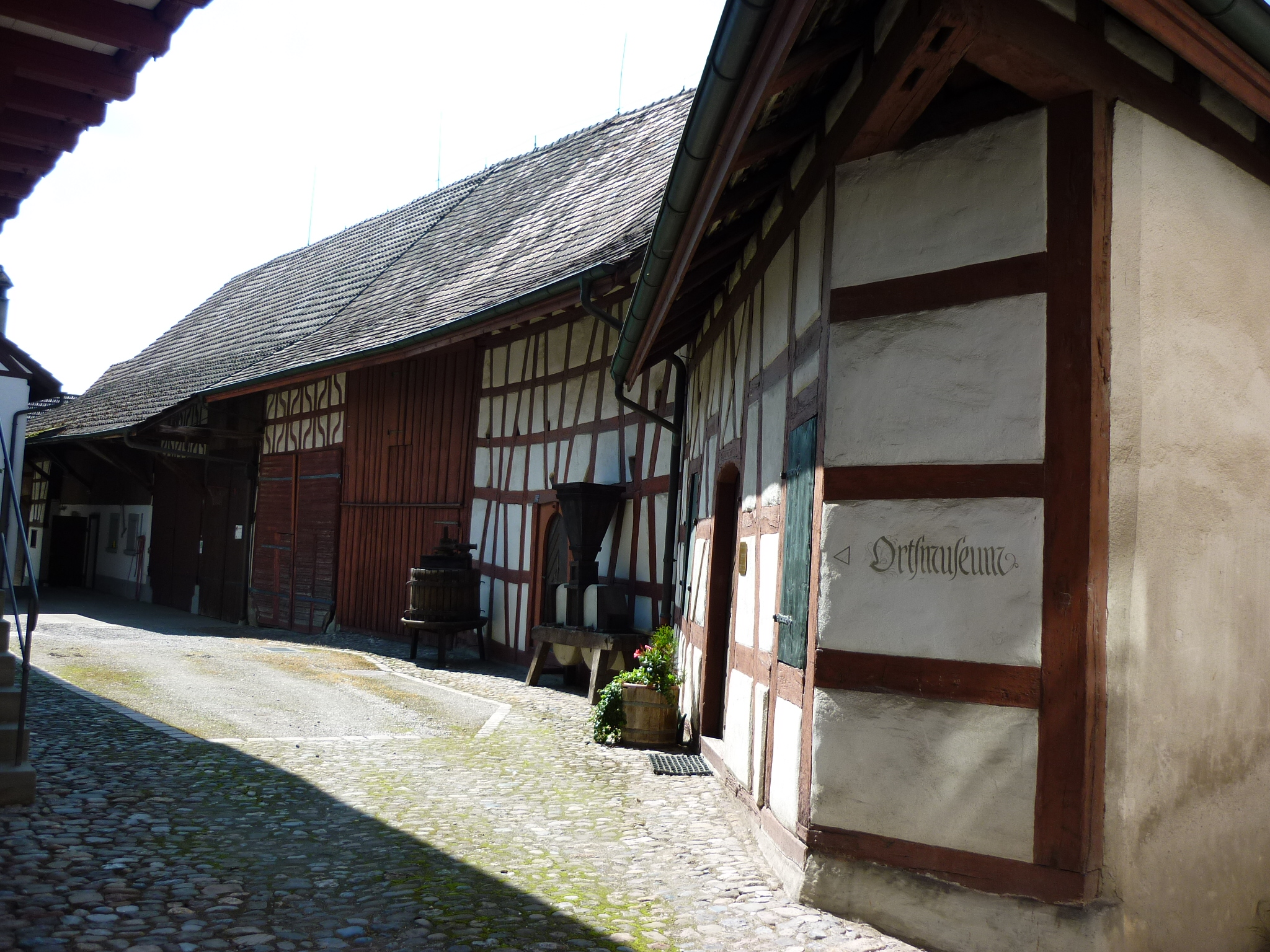
Obere Mühle
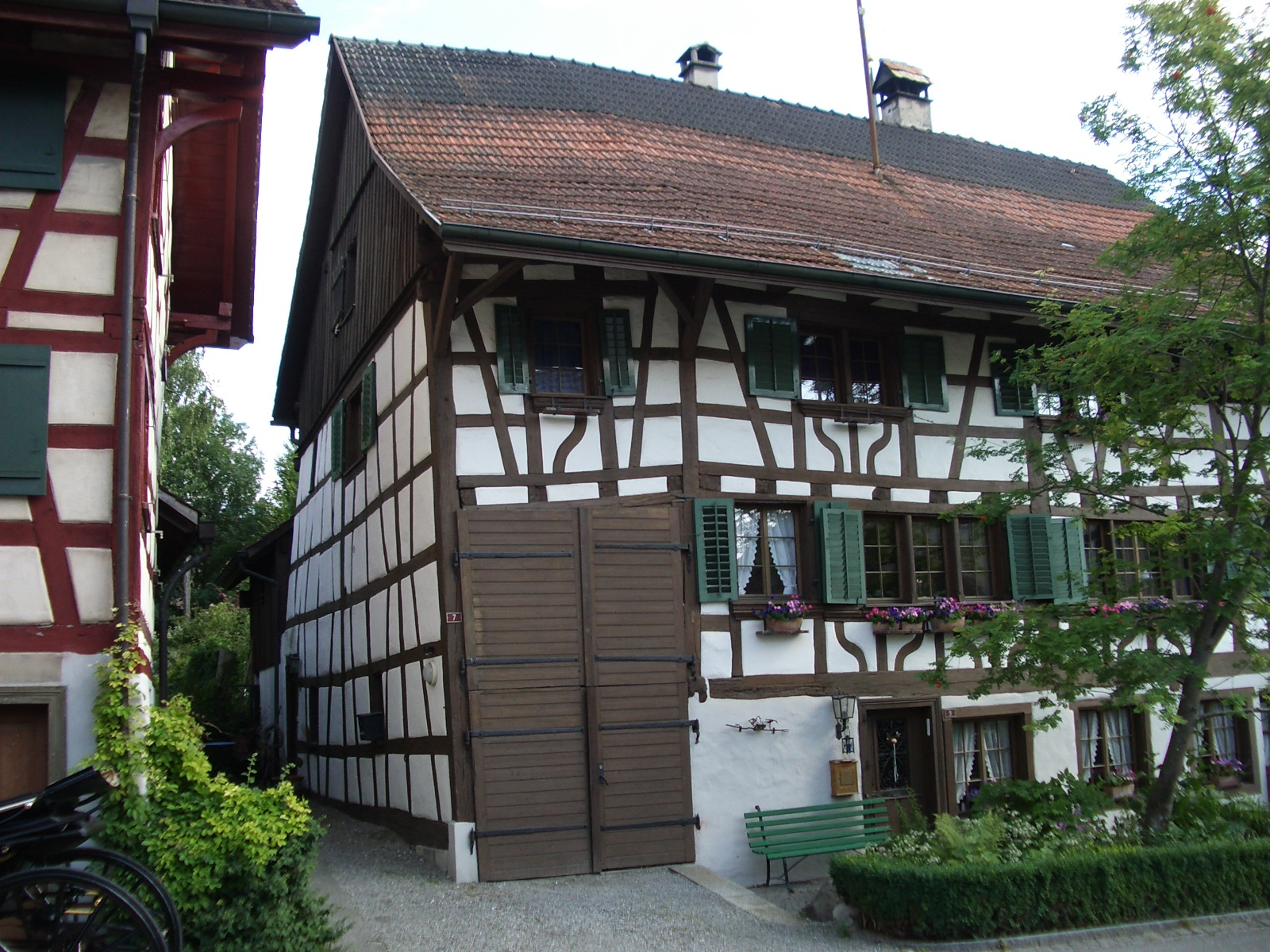
Untere Schmiede
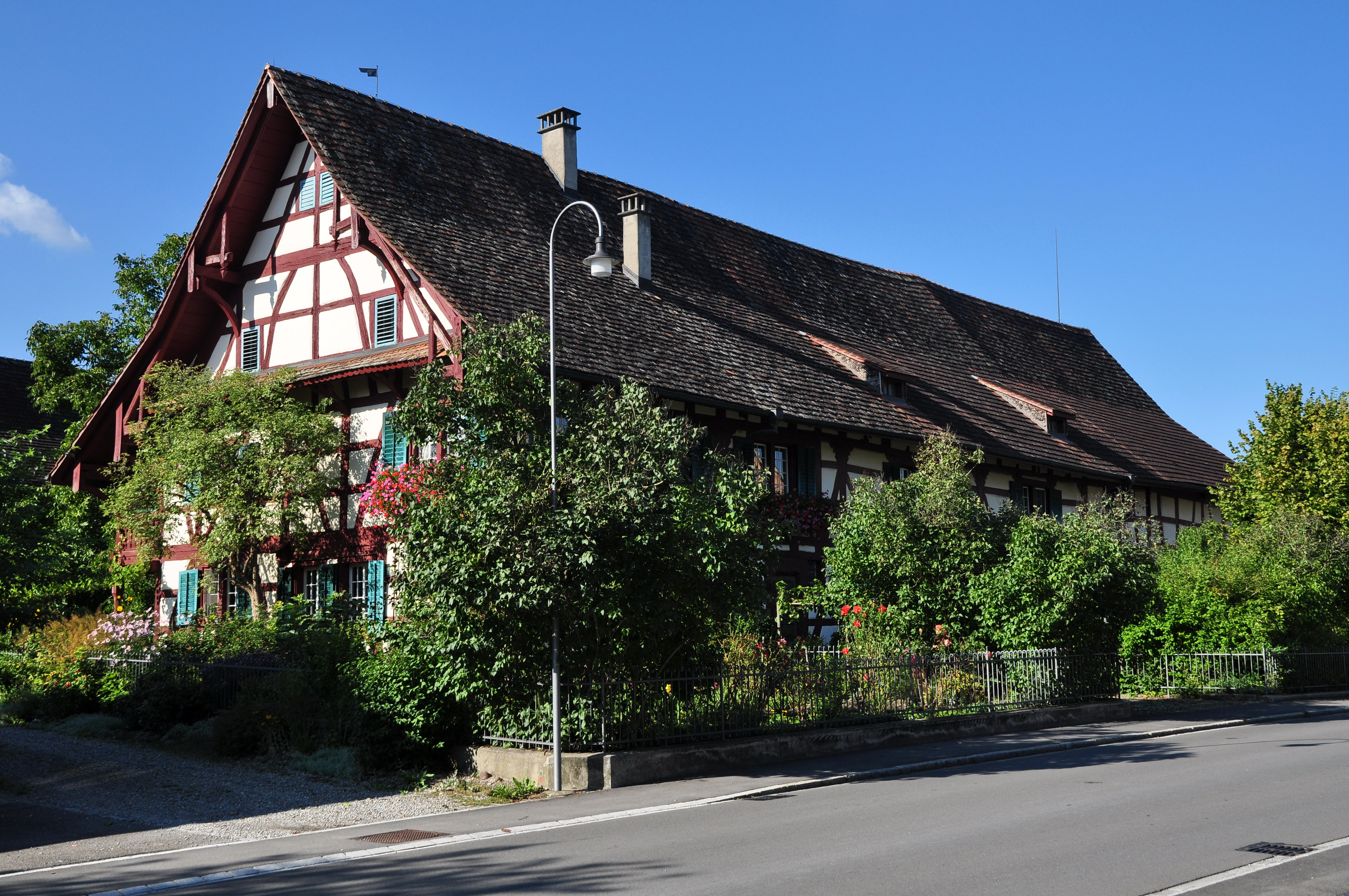
Altes Wirtshaus, 1660 erbaut
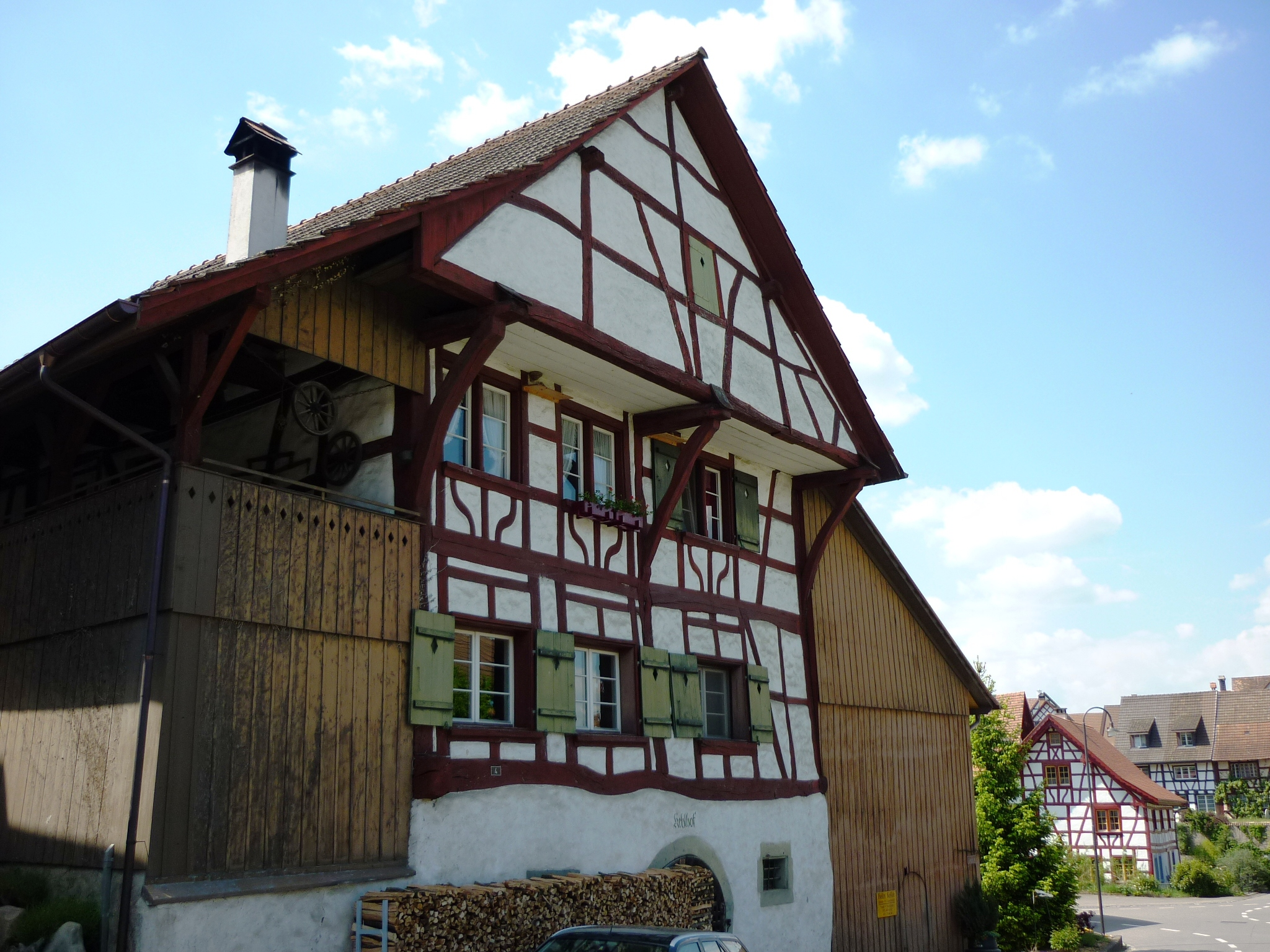
Kehlhof
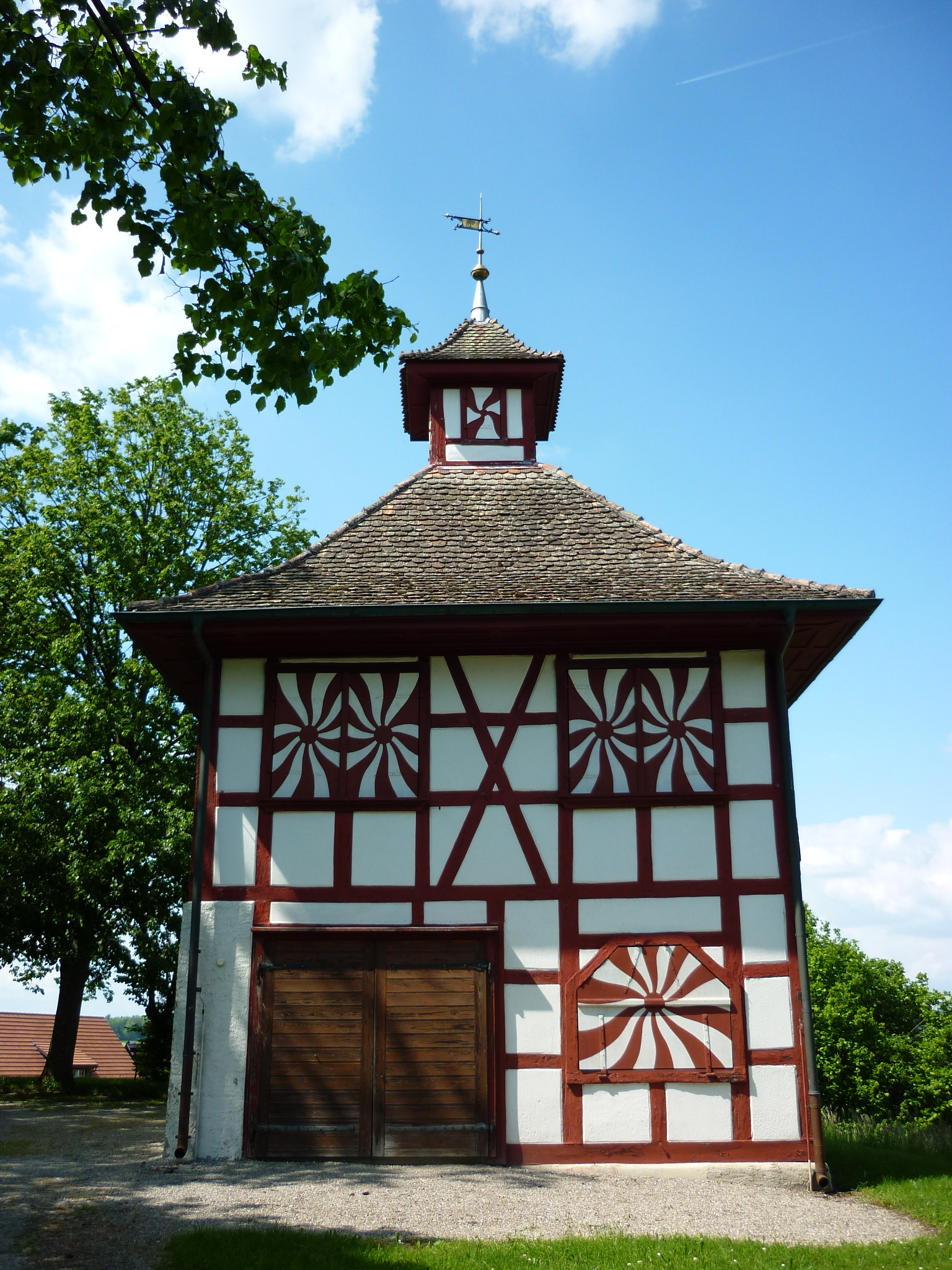
Altes Schützenhaus

## Landwirtschaft und Industrie
In der Landwirtschaft waren Getreidebau und Reben (1771 1'528 bzw. 224 Jucharten) dominierend. Daneben verfügten die Bauern über Wässerwiesen mit einem Kanalsystem, das bis in die 1950er Jahre erhalten blieb. Das 1725 von der Stadt Zürich verliehene Marktrecht führte zu einem Aufschwung der Gewerbe (Färbereien, Gerbereien, Büchsenschmied und Kupferschmied). Als erste industrielle Unternehmen entstanden 1843 eine Pferdehaarspinnerei und 1860 eine chemische Fabrik für Kunstdünger. Bei der Bahnstation der Rheinfallbahn folgte 1920 eine Leichtmetallgiesserei. In den 1960er Jahren wurde der Kiesabbau im Gebiet Niederwiesen intensiviert. Seit 1990 befindet sich in Marthalen die Landesproduktezentrale des VOLG, welche 1993 zur Fenaco fusionierte.

## Verkehr

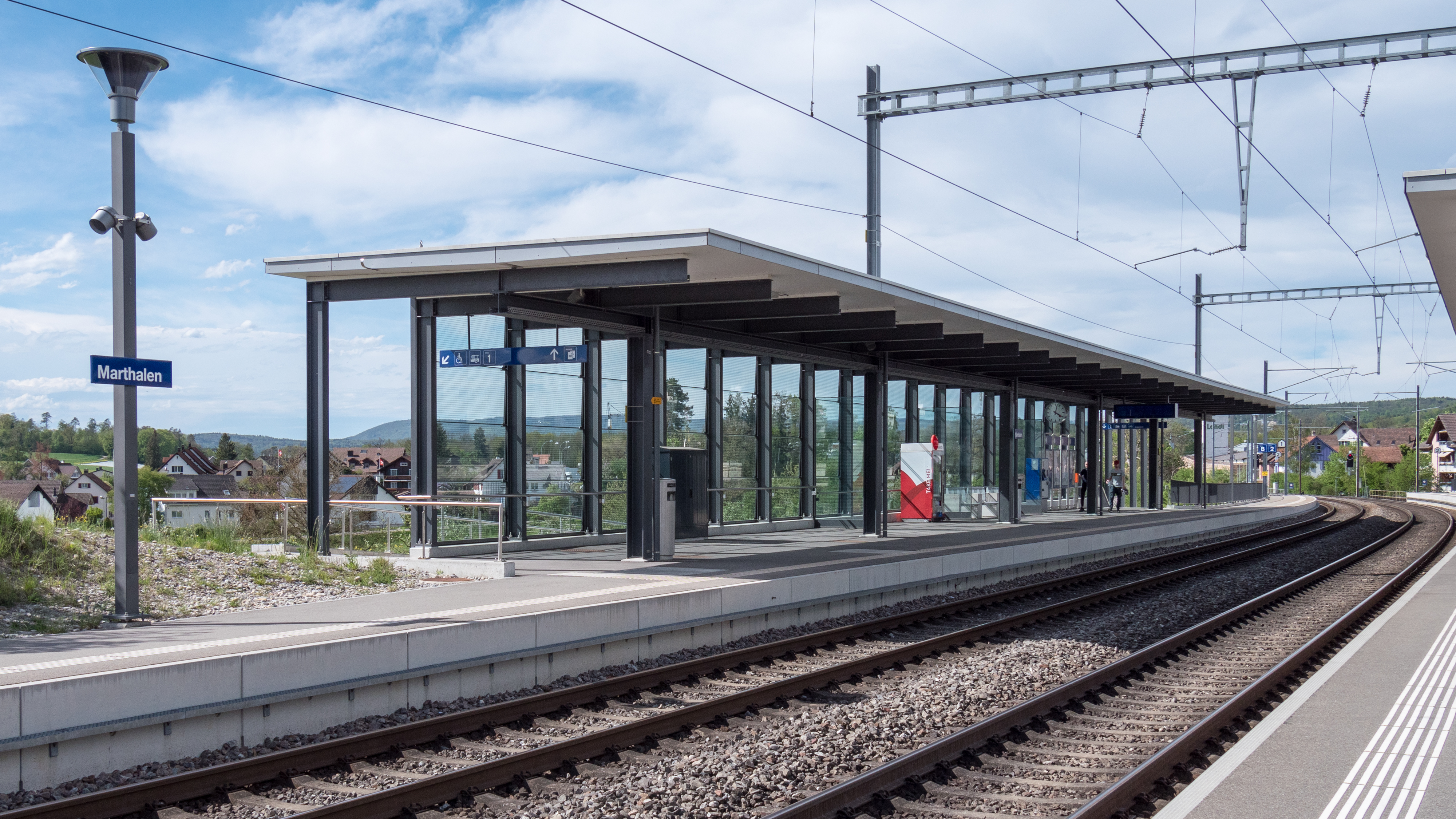
Bahnhof Marthalen

1857 wurde die Rheinfallbahn Winterthur–Schaffhausen eröffnet. Der Bahnhof Marthalen wurde ins Gebiet Fleudenbüel südlich der Ruedelfingerstrasse verlegt. Dadurch können seit Dezember 2014 auch 200 Meter lange Doppelstock-Züge der S-Bahn halten. Der Bahnhof entwickelt sich zu einem immer wichtigeren Verkehrsknotenpunkt. Von 5:30 Uhr bis 0:30 Uhr verkehren mindestens zwei Züge pro Stunde in Richtung der S33. Während der Hauptverkehrszeit verkehrt zudem die beschleunigte S12, die zwischen Schaffhausen und Winterthur nur in Neuhausen und Marthalen hält, direkt bis nach Zürich. Ausserdem wird der Bahnhof mittlerweile von vier Postautolinien bedient, die zahlreiche Pendler aus den umliegenden Gemeinden zum Bahnhof bringen.
Aktuell (Fahrplanjahr 2014) verkehren folgende Linien ab Marthalen:
- S 12 Brugg – Altstetten – Zürich HB – Stettbach – Winterthur – Schaffhausen/Wil  – Schaffhausen (SBB)
- S 33 Winterthur – Schaffhausen  (SBB/Thurbo)
- SN3 Winterthur – Schaffhausen – Stein a. Rhein  (Thurbo)
- 620 Marthalen – Rheinau (Postauto)
- 621 Marthalen – Ossingen (Postauto)
- 630 Marthalen – Schaffhausen (Postauto)
- 847 Marthalen – Schlatt TG (Postauto)

Die Rheinfähre Ellikon–Nack verkehrt von Ellikon nach Nack (Gemeinde Lottstetten in Deutschland).

## Möglicher Endlager-Standort
Schon seit den 1990er Jahren gilt das Zürcher Weinland aufgrund seiner Opalinuston-Gesteinsschichten im geologischen Untergrund als möglicher Standort für ein Endlager von radioaktiven Abfällen. Im Januar 2015 schränkte die Nagra ihre ergebnisoffene Suche mit drei Standorten für hochradioaktive Abfälle (HAA) und sechs Standorten für schwach- und mittelradioaktive Abfälle (SMA) auf zwei Standorte ein: die Region Bözberg im Aargau und das Zürcher Weinland. Beide Standorte eignen sich demnach auch für ein kombiniertes Lager HAA und SMA und werden von der Nagra als die geologisch-technisch geeignetsten Standorte eingestuft. Welcher Standort (allenfalls wären es auch beide, einer für HAA und einer für SMA) schliesslich ausgewählt wird, entscheiden im weiteren Verlauf des Verfahrens Nagra und ENSI sowie auf politischer Ebene das Bundesparlament und allenfalls eine Volksabstimmung. Die Oberflächen-Anlagen für das Lager befänden sich auf dem Gebiet der Gemeinden Rheinau ZH und Marthalen.

## Alte Familiennamen
- Spalinger, um 1340 zu Niedermarthalen sesshaft (ältestes Rheinauer Urbar)

## Persönlichkeiten
- Ferdinand Keller (1800–1881), Archäologe und Altertumsforscher
- Ferdy Kübler (1919–2016), Radrennfahrer und der erste Schweizer Tour-de-France-Sieger
- Markus Schulze (* 1960), Theologe
- Johannes Reich (* 1975), Rechtswissenschafter